# Llibre del gentil e dels tres savis
El Llibre del gentil e dels tres savis (ca. 1274-1276) és una de les primeres obres de Ramon Llull a mig camí entre la novel·la moral, amb una mínima trama de ficció, i la disputa teològica dialogada entre un expert cristià, un de jueu i un de musulmà, part central del llibre. Sorprenentment i malgrat la clara predisposició cristiana de l'autor, el llibre no opta per una de les religions monoteistes, sinó que més aviat ressalta els seus aspectes comuns i se centra en la contraposició entre les religions revelades enfront de les paganes o els descreguts, la qual cosa la fa una obra singular de l'edat mitjana.

## Argument
Un vell gentil docte en filosofia, però que desconeixia Déu i tampoc creia que després de la mort hi hagués res, vagava pel camp entristit pel seu proper final cercant algú que el pogués aconsellar. Mentre tres savis, un jueu, un cristià i un musulmà, que conversaven sobre les seves creences, arribaren a un locus amoenus, en el qual hi havia cinc arbres amb lletres a les seves flors, al bell prat també hi havia una bella donzella anomenada Intel·ligència, que els il·lustrà sobre el significat d'aquells signes. Un dels savis es va plànyer de la divisió de les religions i expressà el desig que allò que ensenyen els cinc arbres permeti la unitat dels homes a una sola llei i proposa que debatin basant-se en “raons necessàries” i no per l'autoritat dels seus llibres sagrats.
En aquest moment arriba el gentil i, saludat religiosament, demana que l'il·lustrin sobre Déu i la resurrecció, conceptes que li acabaven d'esmentar i dels que ell res en sabia. Els savis l'ensenyen sobre els arbres i les seves lletres i li demostren l'existència de Déu i de la vida eterna, sense que fins aquí es pugui discernir el savi que argumenta ni la seva religió. El gentil es rendeix a l'evidència i demana que li donin més detalls per poder difondre el que acaba d'aprendre, aleshores l'informen que tenen religions distintes i el que fins ara li han explicat eren els elements comuns que tenen totes elles. Desolat el gentil aconsegueix que els savis debatin sobre cada una de les religions per poder triar la que consideri vertadera, i així ho fan per ordre d'antiguitat de cada religió.
Finalment ni el gentil fa pública la tria, ni els savis la volen conèixer tot i seguir lamentant la divisió religiosa.